# Channahon
Channahon est un village des comtés de Grundy et Will dans l'Illinois, aux États-Unis,. Il est incorporé le 17 août 1962.

## Démographie
Lors du recensement de 2010, le village comptait une population de 12 560 habitants. Elle est estimée, en 2016, à 12 600 habitants.

## Source de la traduction
- (en) Cet article est partiellement ou en totalité issu de l’article de Wikipédia en anglais intitulé « Channahon, Illinois » (voir la liste des auteurs).